# Смешливые штаны
«Смешливые Штаны» (англ. Funny Pants) — 65-я серия американского мультсериала «Губка Боб Квадратные Штаны». Данный эпизод был показан 30 сентября 2005 года на телеканале «Nickelodeon» в США, а в России — 9 июня 2006 года.

## Сюжет
Однажды утром Губка Боб приходит к Сквидварду, чтобы разбудить его на работу, говоря «новый день — новый доллар», но Сквидвард говорит «скорее новый пятак», что заставляет Губку Боба неудержимо смеяться. Затем Сквидвард целый день проводит на работе со смеющимся Губкой Бобом (и даже ночью).
На следующий день на работе, после того как Губка Боб рассказал посетителям шутку про «новый день — новый пятак», Сквидвард решил, что с него хватит непрерывного смеха Губки Боба. Затем он видит, как Боб причиняет себе боль, когда смеётся, поэтому он обманывает его, заставляя поверить, что у Губки есть болезнь, связанная со смехом. Согласно выдуманной болезни, если Губка Боб засмеётся ещё раз в течение следующих 24 часов, его «пузырь смеха» лопнет и он никогда больше не сможет смеяться. Весь остаток дня Губка Боб борется с каждым желанием хихикнуть. Сначала он видит, как Патрик несколько раз спотыкается о банановую кожуру, но убегает. Затем он видит, что многочисленные подушки-пердушки разбросаны по всему району города, и то, как грузовик с пирогами попадает в аварию и пирог с его крыши приземляется на вышедшего водителя. В решительной мере он хоронит себя, чтобы не повергаться шутками в течение ночи.
На следующее утро Губка Боб обнаруживает, что он полностью потерял способность смеяться. Он говорит Патрику, что перестал смеяться, но, когда Патрик решает заглянуть внутрь Губки Боба и после зажигает спичку, он начинает задыхаться от дыма и бегать кругами. Позже Губка Боб идёт в «Красти Краб», чтобы сказать мистеру Крабсу, что он потерял свой смех. Мистер Крабс говорит, что деньги всегда заставляют его смеяться, но Губка Боб ничего не чувствует. Затем Боб советуется с Сэнди, которая даёт кучу книг о смехе; Губка Боб прочитывает их, но по-прежнему это не оказывает никакого влияния на способность смеяться. Теперь совершенно убитый горем Губка Боб только и может, что выть во всё горло. Чувствуя себя виноватым, но всё ещё желая мира и покоя, Сквидвард признаётся грустному Губке Бобу, что «пузырь смеха» был лишь выдумкой, из-за чего Боб начинает смеяться, отметив, что это была хорошая шутка; и сам Сквидвард присоединяется посмеяться. Однако, когда Сквидвард говорит, что «Боб купился на термометр, опущенный в кипящее масло», Губка Боб тут же перестаёт смеяться, считая, что это совсем не смешно, и уходит в свой дом. Сквидвард же не прекращает смеяться и вдруг начинает кашлять и хрипеть, после чего его отправляют в больницу.
В больнице выясняется, что у Сквидварда лопнул пузырь смеха, и доктор говорит, что он по-прежнему сможет смеяться, так как один из друзей дал ему половину своего пузыря смеха. Это были не Патрик, мистер Крабс или Сэнди, а Губка Боб, показавший свой бинт для доказательства. Потрясённый Сквидвард начинает смеяться, как Губка Боб, к своему ужасу. Он вместе с Бобом продолжают смеяться вместе, но в один момент сошедший с ума Сквидвард резко выбегает из здания, пробив стену. Видя это, Губка Боб говорит про то, что «он ушёл подарить миру свой смех», а за этим следует его собственный смех.

## Роли
- Том Кенни — Губка Боб, роботизированный голос
- Билл Фагербакки — Патрик Стар
- Роджер Бампасс — Сквидвард, парамедик № 2
- Клэнси Браун — мистер Крабс
- Кэролин Лоуренс — Сэнди Чикс
- Ди Брэдли Бейкер — доктор, парамедик № 1, свидетель

### Роли дублировали
- Сергей Балабанов — Губка Боб
- Юрий Маляров — Патрик Стар, парамедик № 1
- Иван Агапов — Сквидвард
- Александр Хотченков — мистер Крабс
- Нина Тобилевич — Сэнди Чикс
- Вячеслав Баранов — доктор, парамедик № 2, свидетель, роботизированный голос

## Производство
Серия «Смешливые штаны» была написана Стивеном Бэнксом, Люком Брукширом и Томом Кингом; Том Ясуми взял роль анимационного режиссёра. Впервые данная серия была показана 30 сентября 2005 года в США на телеканале «Nickelodeon».
Серия «Смешливые штаны» была выпущена на DVD-диске «Lost in Time» 21 февраля 2006 года. Она также вошла в состав DVD «SpongeBob SquarePants: Season 4, Vol. 1», выпущенного 12 сентября 2006 года, и «SpongeBob SquarePants: The First 100 Episodes», выпущенного 22 сентября 2009 года и состоящего из всех эпизодов с первого по пятый сезоны мультсериала.

## Отзывы критиков
«Смешливые штаны» получили в целом положительные отзывы от поклонников мультсериала и критиков. На сайте «IMDb» серия имеет оценку 7,6/10. В своём обзоре для «DVD Talk» Майк Лонг похвалил данную серию, сказав: «Почему фанатам шоу не понравились бы эти новые эпизоды, ведь они, конечно же, не потеряли своей глупости».